# Hässelby strand
Hässelby strand is een station van de Stockholmse metro op 18,6 spoorkilometer ten westen van het centrale station Slussen. 

## Opening
De openingstrein reed op 18 november 1958 langs alle eindpunten van de groene route. De trein was opgesierd met een bundel van 6 vlaggen en een bord met het opschrift "invigningståg" (Zweeds voor openingstrein). De trein vertrok om 13:28 uit Bagarmossen dat die ochtend geopend was. De 320 genodigden onder leiding van de wethouders Helge Berglund en Erik Huss genoten onderweg van een koffiebuffet. De trein werd bestuurd door Karl Johann Gustavsson, toen de oudste machinist van het vervoersbedrijf, en Albert Johansson. Ernst Knut Karlsson fungeerde als conducteur. De trein reed eerst naar Farsta dat ook die middag werd geopend. Om 14:12 uur verliet de trein Farsta voor de rit naar Hässelby strand met een tussenstop in T-Centralen. Na een korte openingsceremonie vertrok de trein om 15:24 uur naar het depot in Högdalen, waarmee het hele toen bestaande metronet was aangedaan. Op 19 november 1958 begon de reizigersdienst.    

## Station
Het is het zesde station van de Vällingbygroep en het westelijkste van de groene route. Het kopstation ligt tussen de Malteholmsvägen en de Persikogatan met het toegangsgebouw op het zuiden aan de Fyrspannsgatan 171. In 2000 is het station opgesierd met het mozaïekwerk Teleporteringar van Christian Partos in de stationshal en langs de rolstoelhelling. 

## Galerij

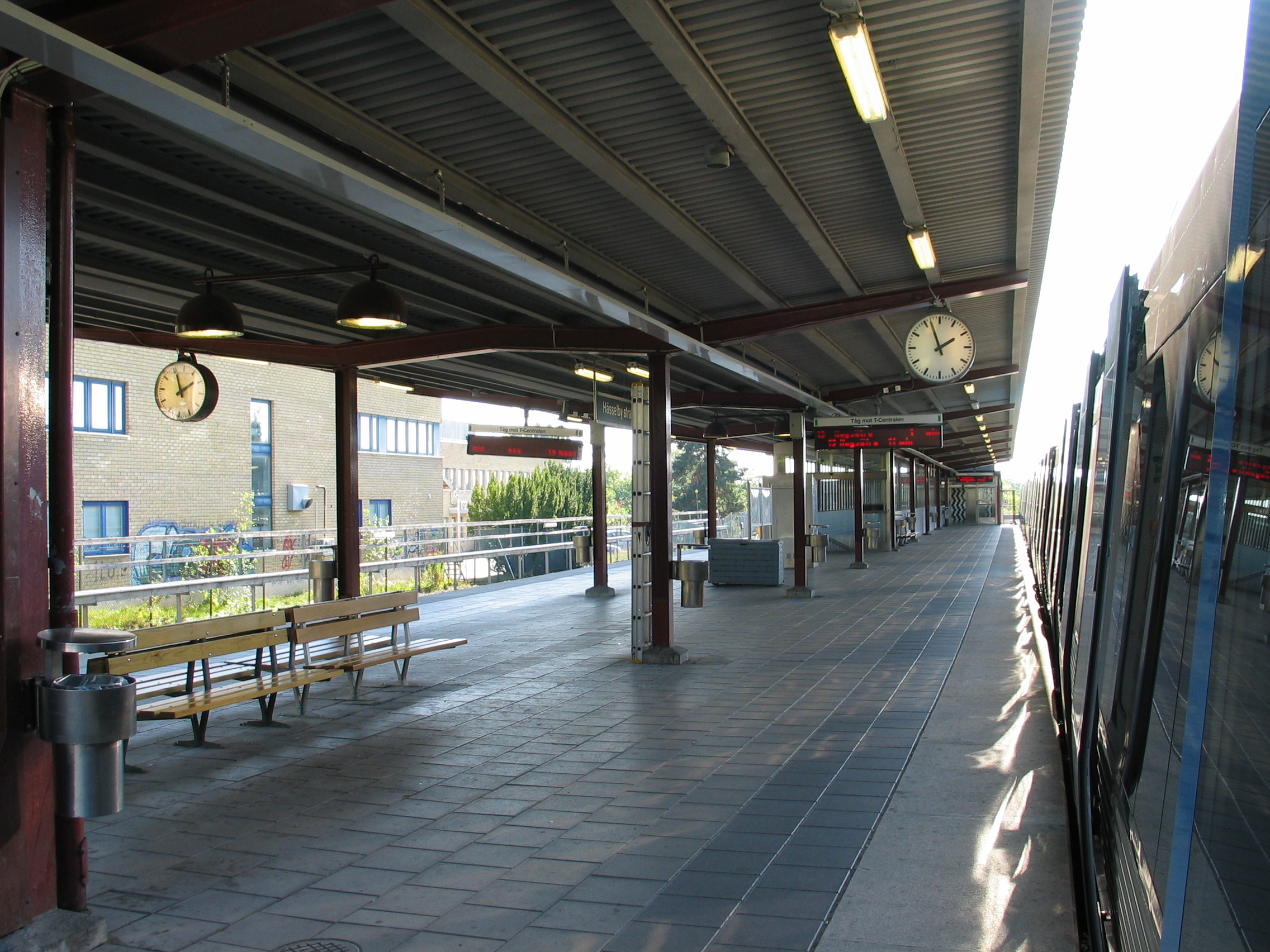
Het perron, september 2006.
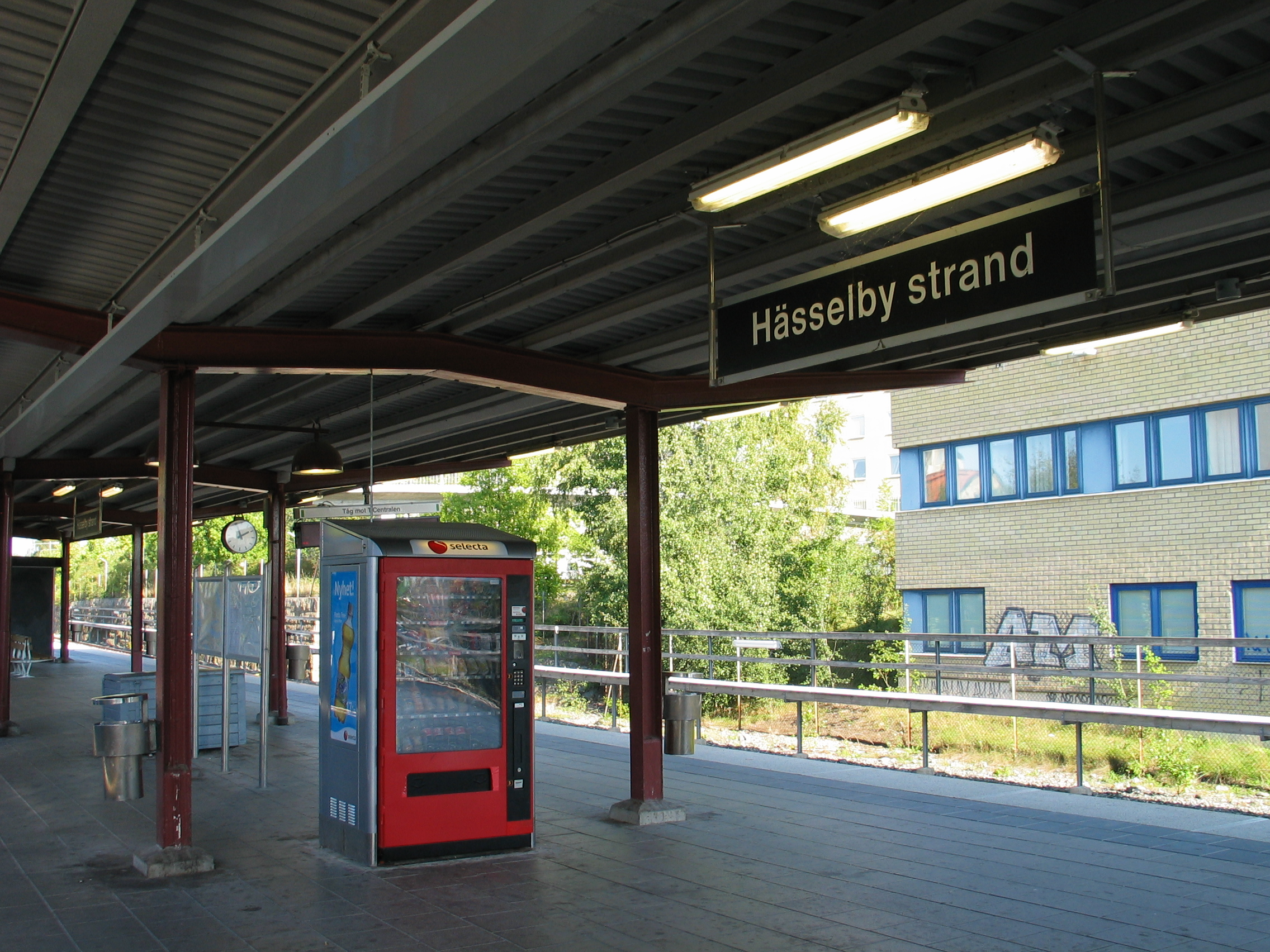
Snoepautomaat op het perron.
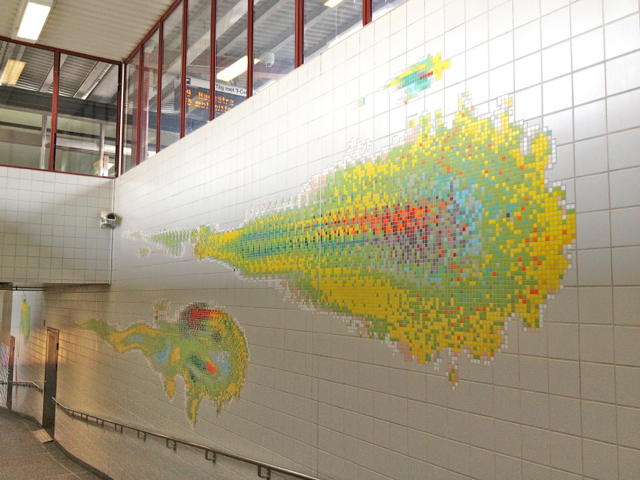
De kunst langs de rolstoelhelling

Hässelby strand · 
Hässelby gård ·
Johannelund ·
Vällingby ·
Råcksta ·
Blackeberg ·
Islandstorget ·
Ängbyplan ·
Åkeshov· 
Brommaplan·
Abrahamsberg· 
Stora Mossen· 
Alvik · 
Kristineberg · 
Thorildsplan  · 
Fridhemsplan · 
S:t Eriksplan · 
Odenplan  · 
Rådmansgatan  · 
Hötorget · 
T-Centralen ·  
Gamla Stan · 
Slussen · 
Medborgarplatsen ·  
Skanstull · 
Gullmarsplan ·  
Globen ·
Enskede gård ·
Sockenplan ·
Svedmyra ·
Stureby ·
Bandhagen ·
Högdalen ·
Rågsved ·
Hagsätra